# 德琪德拉·里腾贝加
迪卓雅·瑞登伯格（1928年8月22日—2003年3月9日）是一名拉脫維亞女演員和導演。1957年，她以獲得威尼斯影展最佳女演員獎。

## 外部連結
- 迪卓雅·瑞登伯格在互联网电影资料库（IMDb）上的資料（英文）